# Los Bandoleros (película)
Los Bandoleros es un cortometraje estadounidense de 2009, escrito y dirigido por Vin Diesel, en el que participan él mismo, Michelle Rodriguez, Sung Kang, Tego Calderón, Don Omar y Mirtha Michelle en los papeles de Dom, Letty, Han, Tego, Rico y Mirtha, respectivamente. El cortometraje cuenta los acontecimientos sucedidos a estos personajes después de la primera película y antes de la cuarta entrega y el motivo que les lleva a robar camiones de gasolina al inicio de Fast & Furious. Este corto iba incluido como bonus en la edición Blu-ray y la edición especial de la saga, vendida en Estados Unidos a partir del 28 de agosto de 2009. Su primera reproducción fue en el festival de cortos de Los Ángeles y también podía descargarse de forma gratuita a través de iTunes.

## Argumento
Tego Leo (Tego Calderón) está en una prisión en la República Dominicana cantando la canción de Los Bandoleros y explicando que un bandolero nace, no se hace, y culpando a los abogados y los policías que los meten en la cárcel. Además cuenta que había autos que corrían sin gasolina, pero las grandes empresas petrolíferas los sacaron del comercio, causando que ahora la gente pelee por petróleo. También asegura que no estará en la cárcel mucho tiempo. 
Mientras, en las calles de los barrios, Rico Santos (Don Omar) charla con un anciano incapaz de encontrar suficiente gasolina. Luego Santos se aleja saludando a los vecinos. Al mismo tiempo, Han Seoul-Oh (Sung Kang) llega al aeropuerto, donde lo esperan Cara Mirtha (Mirtha Michelle) y Malo (F. Valentino Morales), aunque Cara se queja con Malo porque no consiguió su bolsa de chicharrones, pero Malo la ignora. Han aparece, y él y Cara captan su mutua atención inmediatamente. Malo guarda las maletas de Han y entran al auto. Por otro lado, Santos llega a la casa de su tía Rubia (Adria Carrasco), quien está luchando contra el aumento de los precios de la canasta básica vinculados con los precios de la gasolina, pero Santos le asegura que todo cambiará. En eso, Dominic Toretto (Vin Diesel) está trabajando en su coche, explicándole a dos niños que el motor es el corazón del auto. Santos llega, le da una cerveza y le recuerda la reunión con Elvis acerca del trabajo de la gasolina, aparte de que Tego sigue en la cárcel. Han aparece y Dom los presenta a ambos. Cuando Dom crítica el aspecto de Han, Han responde que eso se gana por venir allí y luego se queja, pidiendo servicio de hotel, lo que divierte a Dom y Santos. Tras esto, Dom, Santos, Han, Cara, tía Rubia y los niños se preparan para disfrutar de una comida de bienvenida en familia, pero uno de los niños come primero, causando que el sea el elegido para dar las gracias; al mismo tiempo que Han y Cara comparten miradas y Dom le da la bienvenida a Han al paraíso y le informa que en la noche hablaran con Elvis y luego recogerán a Tego Leo. De noche, Santos crea un agujero en una cerca de seguridad de la prisión, liberando a Tego. Después Dom y Tego se dirigen a un club, mientras Dom le comenta a Han que vaya a darse una vuelta. Dom y Tego llegan a las cocinas del club, saludando a los cocineros y luego Tego se cambia su ropa de la cárcel, explicando que Elvis es el político local que "ayuda" a la gente. Luego ambos llegan a la fiesta en el club, donde Han, Cara y Malo están reunidos. Malo le habla a Han preguntándole si le parece diferente el lugar con respecto a China, pero Han explica que él es de Japón, pero nunca perteneció allá y prefiere los Estados Unidos. Cara por su parte le pregunta si allí conoció a Dom, pero Han explica que fue en México, donde empezó a participar en las carreras. Malo, al notar el coqueteo entre Han y Cara, les pregunta si quieren una habitación, pero Cara comenta a Han que esta impresionada por su experiencia y Han también dice que fue a Sudamérica. 
Mientras tanto, Dom y Tego se reúnen con el político local Elvis (Juan Fernández) y su novia. Elvis les informa de una oportunidad para secuestrar un envío de gasolina que viajará hacia el aeropuerto. Él no interferira en lo absoluto, pero espera que no falle y Dom le 
garantiza que la gente obtendrá lo que necesita, a lo que Elvis le dice que si le da la gasolina a la gente, Dios lo bendecirá. Mientras la fiesta en el club continúa, Han y Cara se marchan juntos y Dom se besa con dos chicas, pero es sorprendido por la llegada de Letty Ortiz (Michelle Rodriguez). Después Dom comenta que la vida cambia, pero a su vez Letty le pregunta dónde dormirá. Dom deja a las chicas y se reúne con Letty y ella le asegura que es todo lo que espera desde el camino de México desde que este se escapo de Los Ángeles. Dom la besa, pero Letty argumenta que no quiere la saliva de las chicas en ella, poco después ambos se van juntos en auto hacia la playa, mientras Dom saluda a los pobladores. Letty también se impresiona de que Dom hable dominicano y éste le explica que ha pasado mucho tiempo lejos de los Estados Unidos y de Mia, su hermana. Letty le asegura que Mia está bien y luego le pregunta qué trama, ya que Dom no está entrenando a su nuevo equipo por nada, a lo que Dom le dice que ella (Letty) siempre llega justo a tiempo. Se besan en el camino y se abrazan. Finalmente llegan a la playa y Letty de nuevo se impresiona por el clima del lugar, considerándolo un paraíso. Después Dom y Letty disfrutan juntos en el mar donde reavivan su relación, besándose, riendo y bebiendo. Al final Letty se pregunta cómo pudo estar tanto tiempo lejos de Dom y ambos se quedan en la playa al atardecer.

## Reparto
- Vin Diesel es Dominic "Dom" Toretto.
- Michelle Rodriguez es Leticia "Letty" Ortiz.
- Sung Kang es Han Lue.
- Don Omar es Rico Santos.
- Tego Calderón es Leo Tego.
- Mirtha Michelle es Cara Mirtha.
- F. Valentino Morales es Malo.
- Juan Fernández de Alarcón es Elvis.
- Paul Walker es Brian O'Conner (cameo).